# Biadacz (Lugnian)

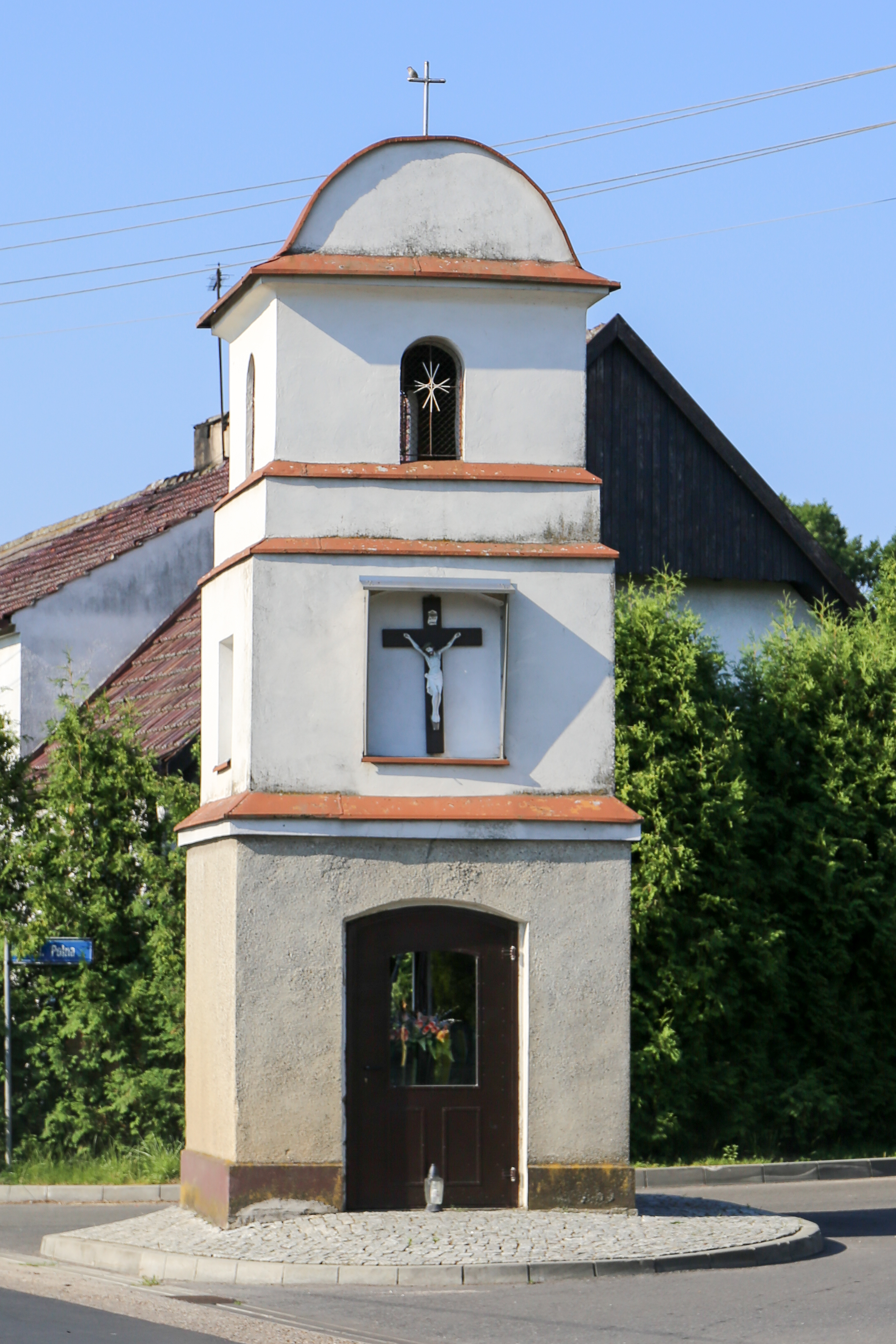
Glockenkapelle

Biadacz ist ein Dorf in der Woiwodschaft Opole in Polen und liegt nördlich der Stadt Opole (Oppeln). Das Dorf gehört zur Gemeinde Lugnian (polnisch Łubniany).

## Geographie

### Geographische Lage
Biadacz liegt in der historischen Region Oberschlesien. Das Dorf liegt etwa sieben Kilometer südwestlich vom Gemeindesitz Lugnian und etwa zehn Kilometer nördlich der Woiwodschaftshauptstadt und Kreisstadt Opole.
Der Ort liegt in der Nizina Śląska (Schlesischen Tiefebene) innerhalb der Równina Opolska (Oppelner Ebene). Biadacz liegt an der Mała Panew (dt. Malapane). 

### Nachbarorte
Nachbarorte von Biadacz sind Massow (poln. Masów) im Norden, Kollanowitz (poln. Kolanowice) im Osten, Luboschütz (poln. Luboszyce)  im Süden sowie Czarnowanz (poln. Czarnowąsy) im Osten. 

## Geschichte

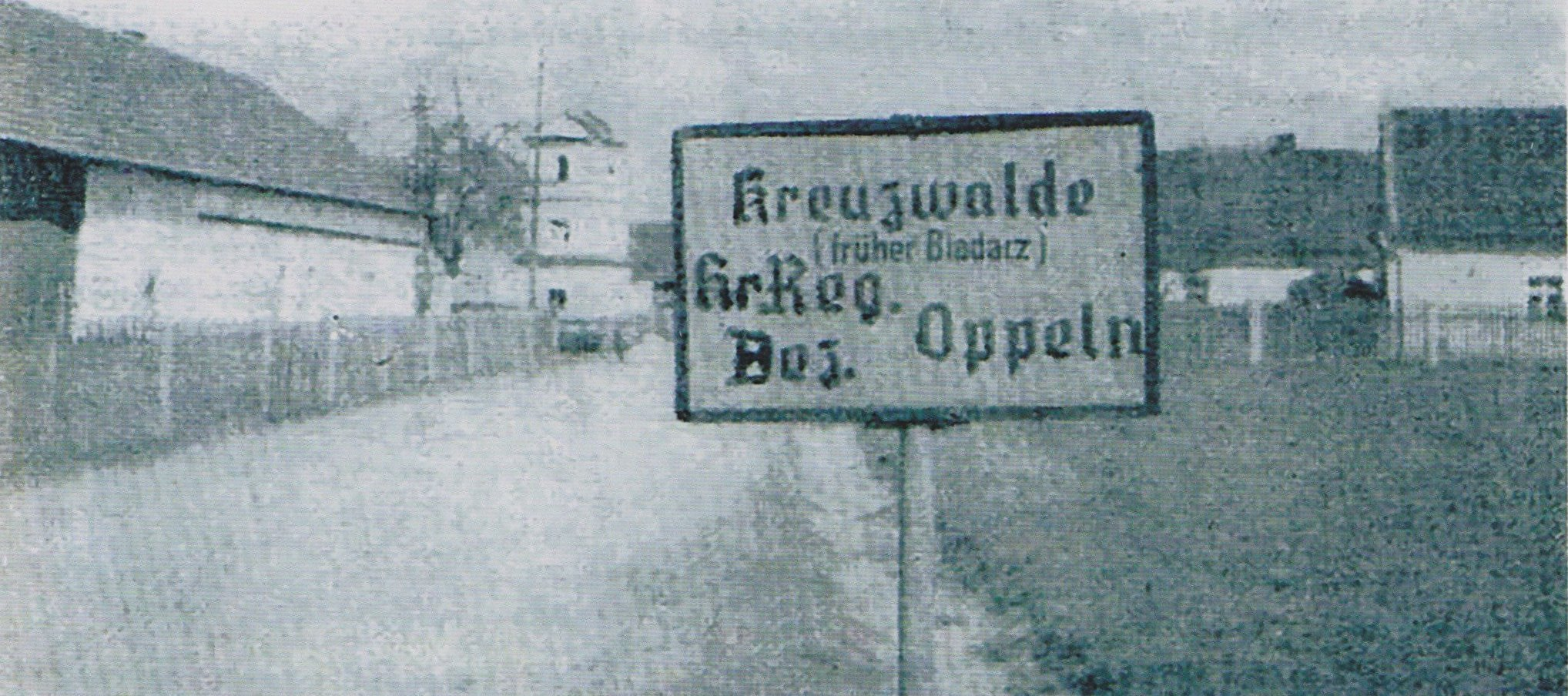
Kreuzwalde während der Zeit des Nationalsozialismus.

Biadacz wurde das erste Mal 1279 erwähnt. Der Name kommt vom polnischen Wort biadac (dt. jammern) und bedeutet so viel wie „ein unfruchtbarer und armer Ort“. 1356 wird der Ort als Widecz erwähnt.
Nach dem Ersten Schlesischen Krieg 1742 fiel Biadacz mit dem größten Teil Schlesiens an Preußen. 1784 wird die Zugehörigkeit des Dorfes zum Kloster in Czarnowanz erwähnt und zählte zu diesem Zeitpunkt 104 Einwohner mit einem Vorwerk. 
Nach der Neuorganisation der Provinz Schlesien gehörte die Landgemeinde Biadacz ab 1816 zum Landkreis Oppeln im Regierungsbezirk Oppeln. 1845 bestanden im Dorf ein Vorwerk und 40 weitere Häuser. Im gleichen Jahr lebten in Biadacz 260 Menschen, vier evangelisch. 1874 wurde der Amtsbezirk Sowade gegründet, welcher aus den Landgemeinden Biadacz, Luboschütz und Sowade und dem Gutsbezirk Sowade bestand. 1861 lebten in Biadacz 471 Menschen, 1885 wiederum 474.
Bei der Volksabstimmung in Oberschlesien am 20. März 1921 stimmten 206 Wahlberechtigte für einen Verbleib bei Deutschland und 159 für Polen. Biadacz verblieb beim Deutschen Reich. 1923 wurde in Biadacz eine öffentliche polnische Minderheitenschule gegründet, die 1933 wiederum geschlossen wurde. 1933 lebten in Biadacz 674 Menschen. Am 19. Mai 1936 wurde der Ortsname in Kreuzwalde geändert. 1939 zählte Kreuzwalde 712 Einwohner.
1945 kam der bis dahin deutsche Ort Kreuzwalde unter polnische Verwaltung und wurde wieder Biadacz umbenannt und der Woiwodschaft Schlesien angeschlossen. 1946 zählte das Dorf 740 Einwohner. 1950 kam der Ort zur Woiwodschaft Oppeln. 1999 kam der Ort zum wiedergegründeten Powiat Opolski. Am 1. September 1999 nahm das einzige Gymnasium Biadacz in der Landgemeinde Lugnian seine Tätigkeit auf. 2010 erhielt das Gymnasium den Namen Johannes-Paul-II.-Gymnasium.

## Sehenswürdigkeiten

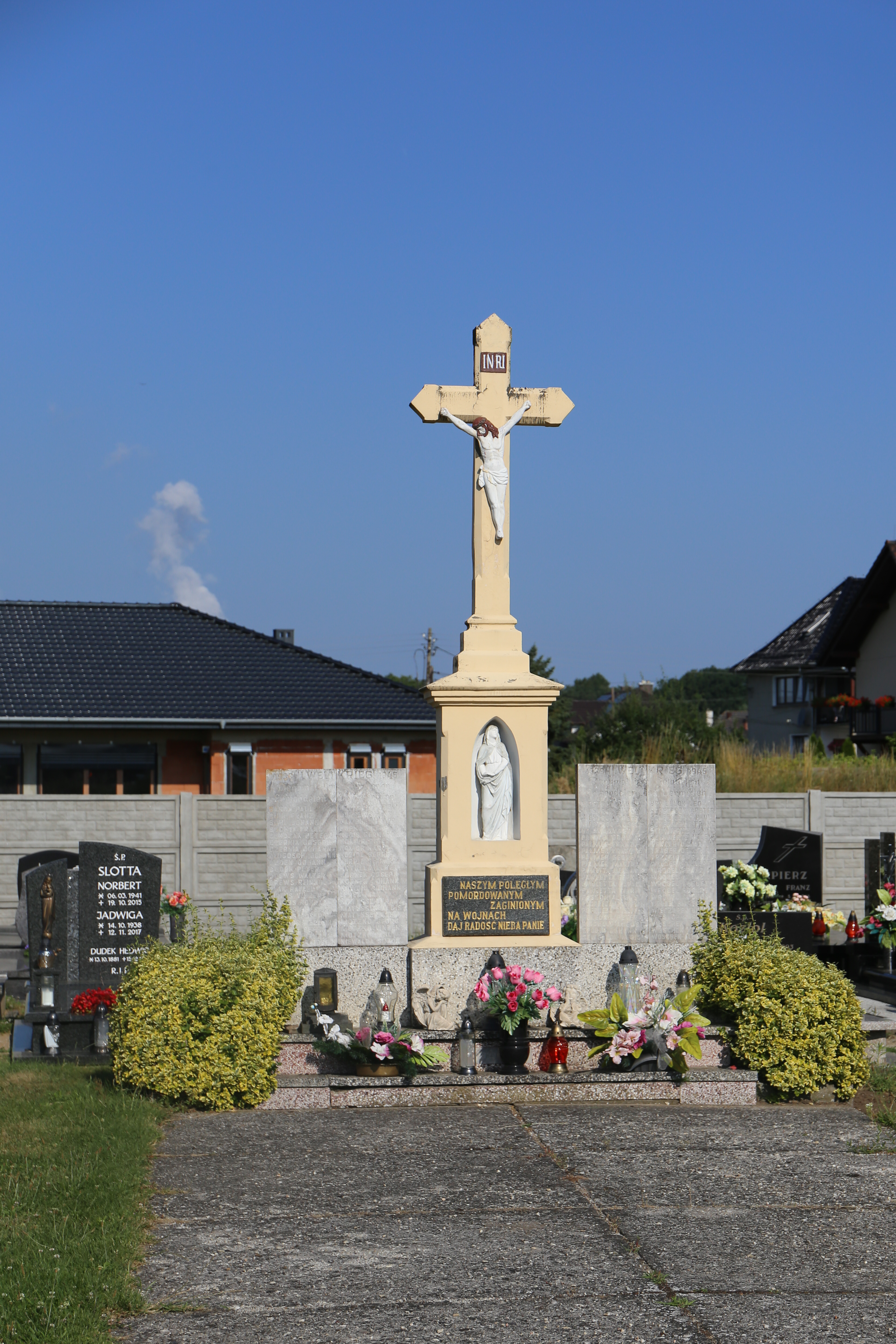
Gefallenendenkmal

- Dreistöckige Glockenkapelle an der ul. Szeroka
- Denkmal für die Gefallenen der beiden Weltkriege auf dem Friedhof